# Hookeriopsis beyrichiana
Hookeriopsis beyrichiana là một loài Rêu trong họ Hookeriaceae. Loài này được (Hampe) Broth. mô tả khoa học đầu tiên năm 1907.